# セロチン酸
セロチン酸(Cerotic acid)またはヘキサコサン酸(hexacosanoic)は、化学式CH3(CH2)24COOHの26炭素長の長鎖飽和脂肪酸である。蜜蝋やカルナウバ蝋に含まれ、白色の結晶性固体である。
セロチン酸は、超長鎖脂肪酸の1つであり、しばしば副腎白質ジストロフィーと関連している。これは、ペルオキシソーム内で、セロチン酸を含む未代謝の脂肪酸が過剰に飽和されるものである。